# Gymnoscelis rufifasciata
Pour les articles homonymes, voir Phalène.
Espèce
Gymnoscelis rufifasciata, la Fausse eupithécie ou Phalène de l'olivier, est une espèce de lépidoptères (papillons) de la famille des Geometridae.

## Répartition
Elle vit dans toute l'écozone paléarctique, le Proche-Orient et l'Afrique du Nord.

## Description

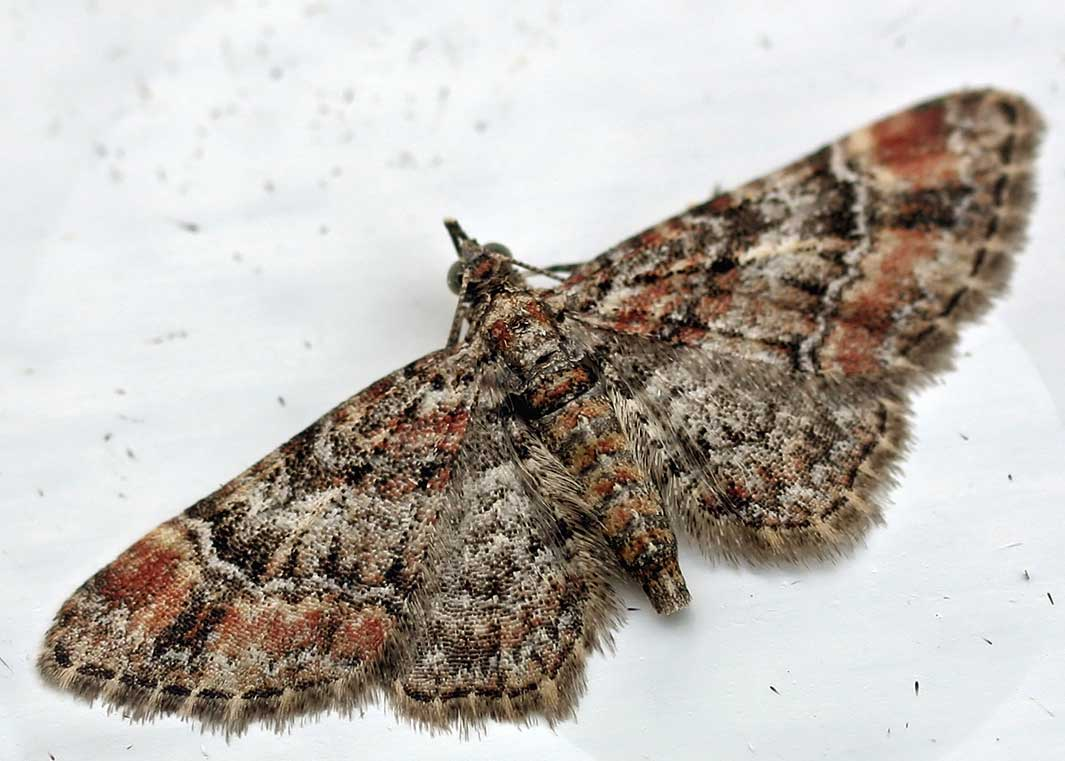

L'adulte a une envergure de 15 à 19 mm.

## Biologie
Il y a deux, voire trois générations dans l'année ; dans les régions méridionales, il est présent toute l'année, souvent posé sur les murs des maisons. Il passe l'hiver sous forme de pupe.
Il vole la nuit et est attiré par la lumière et les produits sucrés.
Sa larve se nourrit sur de nombreux végétaux :
- Calluna - Bruyère
- Citrus - Citronnier et plantes apparentées
- Clematis - Clématite
- Cynara - Cardon
- Cytisus - Genêt
- Dianthus - Œillet
- Diospyros - Plaqueminier
- Epilobium - Épilobe
- Ilex - Houx
- Ipomoea - Patate douce
- Lycopersicon - Tomate
- Malus - Pommier
- Olea - Olivier
- Rosa - Rosier
- Rubus - Ronce
- Senecio - Séneçon
- Sorbus - Sorbier
- Ulex - Ajonc
- Vicia - Vesce
- Zea - Maïs